# One World: Together at Home
One World: Together at Home (en català, "Un món: Junts a casa"), també conegut simplement com Together at Home, fou un concert benèfic organitzat el 18 d'abril de 2020 per Global Citizen i dirigit per la cantant Lady Gaga, en suport de l'Organització Mundial de la Salut. L'especial tenia la intenció de promoure la pràctica del distanciament social i la concienciació sobre la pandèmia de COVID-19.
Es va transmetre en línia un pre-espectacle de sis hores immediatament abans de l'emissió global per televisió. La part en línia de l'esdeveniment va ser organitzada a través de YouTube per l'actriu i presentadora Jameela Jamil (primera hora), l'actor Matthew McConaughey (segona hora), l'actriu Danai Gurira (tercera hora), la cantant Becky G (quarta hora), l'actriu Laverne Cox (cinquena hora) i l’actor Don Cheadle (sisena hora). Va comptar amb moltes aparicions de famosos.

## Músics participants
- Alex Gaskarth[6]
- Alissa White-Gluz[7]
- Amy Lee[8]
- Amy Shark[9]
- Anne-Marie[10]
- Anthony Hamilton[11]
- Camila Cabello[12]
- Carla Morrison[13]
- Caroline Hjelt[14]
- Celeste[12]
- Charlie Puth[15]
- Chris Martin[12]
- Common[16]
- Dermot Kennedy[17]
- Elize Ryd[18]
- G Flip[19]
- Gloria Gaynor[20]
- Guy Sebastian[19]
- Ha*Ash[17]
- H.E.R.[21]
- Jack Johnson[22]
- James Bay[3]
- Jason Mraz[23]
- John Legend[24][25]
- Jon Batiste[26]
- Joshua Bassett[27]
- Julianne Hough[28]
- Juanes[8]
- Koffee[29]
- Liam Payne
- Lindsey Stirling[8]
- Meghan Trainor[30]
- Niall Horan[28]
- Nikki Yanofsky
- Noah Cyrus[31]
- Nomfusi[32]
- OneRepublic[28]
- Rod and Ruby Stewart[33]
- Rufus Wainwright[34]
- Simone Simons[35]
- Tarja Turunen[36]
- Vance Joy[19]
- Wesley Schultz[37]
- Within Temptation[38]
- Years & Years[9]
- Ziggy Marley[39]

## Estructura
L'especial de televisió, titulat One World: Together at Home, va ser organitzat en col·laboració entre Global Citizen i la cantautora Lady Gaga, i va beneficiar el Fons de Resposta Solidària COVID-19 de l'Organització Mundial de la Salut. Jimmy Fallon, Jimmy Kimmel i Stephen Colbert van ser els amfitrions de l'espectacle, que va ser una transmissió coordinada que es va emetre el 18 d'abril de 2020. L'especial també es va emetre simultàniament en determinades xarxes de televisió per cable dels Estats Units, plataformes de transmissió i xarxes de dif EUAió internacionals Al Regne Unit, l'espectacle va ser presentat per Clara Amfo, Dermot O'Leary i Claudia Winkleman i es va emetre a la BBC One. L'especial es va emetre a CBS, ABC, NBC i altres xarxes i plataformes mundials.

### Pre-espectacle en línia de sis hores

#### Actuacions musicals
Abans de l'esdeveniment, es va anunciar que Alanis Morissette apareixeria al programa, però no ho va fer. George the Poet, Little Mix, Rag'n'Bone Man i Tom Jones només van aparèixer a l'emissió del Regne Unit.
| Artistes                               | Cançó                                                | Lloc de gravació |
| -------------------------------------- | ---------------------------------------------------- | ---------------- |
| Andra Day                              | "Rise Up"                                            | EUA              |
| Niall Horan                            | "Black and White"                                    | RU               |
| Vishal Mishra                          | "Aaj Bhi"                                            | Índia            |
| Sofi Tukker                            | "Purple Hat"                                         | EUA              |
| Maren Morris and Hozier                | "The Bones"                                          | EUA i Irlanda    |
| Adam Lambert                           | "Mad World"                                          | EUA              |
| Rita Ora                               | "I Will Never Let You Down"                          | UK               |
| Hussain Al Jassmi                      | "Bahebek Wahashteni" i "Mohem Jedan"                 | UEA              |
| Kesha                                  | "Rainbow"                                            | EUA              |
| Lang Lang & Gina Alice Redlinger       | "Four Hands"                                         | EUA              |
| Orquestra virtual                      | "The Carnival of the Animals" de Camille Saint-Saëns | Diversos         |
| Luis Fonsi                             | "No Me Doy por Vencido"                              | Puerto Rico      |
| Jennifer Hudson                        | "Memory"                                             | EUA              |
| Liam Payne                             | "Midnight"                                           | UK               |
| Black Coffee and Delilah Montagu       | "Drive"                                              | Sud-àfrica       |
| The Killers                            | "Mr. Brightside"                                     | EUA              |
| Eason Chan                             | "I Have Nothing"                                     | Hong Kong        |
| Lisa Mishra                            | "Sanja Ve"                                           | Índia            |
| Milky Chance                           | "Stolen Dance"                                       | Alemanya         |
| Charlie Puth                           | "See You Again"                                      | EUA              |
| Jessie Reyez                           | "Coffin"                                             | EUA              |
| Picture This                           | "Troublemaker"                                       | Irlanda          |
| Jessie J                               | "Flashlight"                                         | EUA              |
| Common                                 | "The Light"                                          | EUA              |
| Jacky Cheung                           | "Touch of Love"                                      | Hong Kong        |
| Sebastián Yatra                        | "Robarte un Beso"                                    | Colòmbia         |
| Ben Platt                              | "I Want To Hold Your Hand"                           | EUA              |
| Delta Goodrem                          | "Together We Are One"                                | Austràlia        |
| Annie Lennox                           | "I Saved the World Today"                            | EUA              |
| Sheryl Crow                            | "I Shall Believe"                                    | EUA              |
| Juanes                                 | "Mas Futuro Que Pasado"                              | EUA              |
| Ellie Goulding                         | "Love Me Like You Do"                                | RU               |
| Christine and the Queens               | "People, I've Been Sad"                              | França           |
| Zucchero                               | "Everybody's Got to Learn Sometime"                  | Itàlia           |
| Jack Johnson                           | "Better Together"                                    | EUA              |
| Kesha                                  | "Praying"                                            | EUA              |
| Cassper Nyovest                        | "Malome"                                             | Sud-àfrica       |
| Adam Lambert                           | "Superpower"                                         | EUA              |
| Sofi Tukker                            | "Drinkee"                                            | EUA              |
| Finneas                                | "Let's Fall in Love for the Night"                   | EUA              |
| The Killers                            | "Caution"                                            | EUA              |
| Jess Glynne                            | "I'll Be There"                                      | RU               |
| Sho Madjozi                            | "Good Over Here"                                     | Sud-àfrica       |
| Michael Bublé                          | "God Only Knows"                                     | Canadà           |
| Liam Payne and Rita Ora                | "For You"                                            | RU               |
| Common                                 | "God is Love"                                        | EUA              |
| Christine and the Queens               | "Mountains We Met"                                   | França           |
| Ben Platt                              | "Bad Habit"                                          | EUA              |
| Picture This                           | "Winona Ryder"                                       | Irlanda          |
| Juanes                                 | "Es Por Ti"                                          | EUA              |
| Eason Chan                             | "Love"                                               | Hong Kong        |
| Charlie Puth                           | "Attention"                                          | EUA              |
| Leslie Odom Jr. and Nicolette Robinson | "Brown Skin Girl"                                    | EUA              |
| Billy Ray Cyr EUA                      | "Sunshine Girl"                                      | EUA              |
| Ellie Goulding                         | "Burn"                                               | RU               |
| Sheryl Crow                            | "Everyday Is a Winding Road"                         | EUA              |
| Hozier                                 | "Take Me to Church"                                  | Irlanda          |
| Angèle                                 | "Balance ton Quoi"                                   | Bèlgica          |
| Sebastián Yatra                        | "Un Año"                                             | Colòmbia         |
| SuperM                                 | "With You"                                           | Corea del Sud    |
| Luis Fonsi                             | "Despacito"                                          | Puerto Rico      |
| Jessie J                               | "Bang Bang"                                          | EUA              |
| Lady A                                 | "What I'm Leaving For"                               | EUA              |
| Annie Lennox and Lola Lennox           | "There M EUAt Be an Angel (Playing with My Heart)"   | EUA              |
| Niall Horan                            | "Slow Hands"                                         | RU               |
| John Legend                            | "Bigger Love"                                        | EUA              |
| Jennifer Hudson                        | "Hallelujah"                                         | EUA              |

#### Aparicions
| Celebritat             | Notes                |
| ---------------------- | -------------------- |
| Jameela Jamil          | Presentadora 1a hora |
| Jason Segel            |                      |
| Heidi Klum             |                      |
| Tim Gunn               |                      |
| Matt Bomer             |                      |
| Jack Black             |                      |
| Tijjani Muhammad-Bande |                      |
| Matthew McConaughey    | Presentador 2a hora  |
| John Legend            |                      |
| Chrissy Teigen         |                      |
| Sarah Jessica Parker   |                      |
| Erna Solberg           |                      |
| David Beckham          |                      |
| Danai Gurira           | Presentador 3a hora  |
| Lewis Hamilton         |                      |
| Lilly Singh            |                      |
| Connie Britton         |                      |
| Becky G                | Presentadora 4a hora |
| Natti Natasha          |                      |
| Babajide Sanwo-Olu     |                      |
| Claudia Sheinbaum      |                      |
| Sadiq Khan             |                      |
| Bill de Blasio         |                      |
| Greg Fischer           |                      |
| Matt Damon             |                      |
| Anitta                 |                      |
| Laurence Fishburne     |                      |
| Kate Winslet           |                      |
| Marion Cotillard       |                      |
| Jennifer Ehle          |                      |
| P. K. Subban           |                      |
| Lindsey Vonn           |                      |
| Erin Richards          |                      |
| Nomzamo Mbatha         |                      |
| Rainn Wilson           |                      |
| Laverne Cox            | Presentadora 5a hora |
| Megan Rapinoe          |                      |
| T. D. Jakes            |                      |
| Azza Karam             |                      |
| Chidanand Saraswati    |                      |
| Satpal Singh           |                      |
| A. R. Bernard          |                      |
| Pierce Brosnan         |                      |
| Mike Bloomberg         |                      |
| Sam Heughan            |                      |
| Lili Reinhart          |                      |
| Marlène Schiappa       |                      |
| Martha Delgado         |                      |
| Olga Sánchez Cordero   |                      |
| Don Cheadle            | Presentador 6a hora  |
| Samuel L. Jackson      |                      |
| Simon Coveney          |                      |
| Braun Strowman         |                      |
| Sasha Banks            |                      |
| Xavier Woods           |                      |
| Becky Lynch            |                      |
| Darren Walker          |                      |
| Lady Gaga              |                      |

### Emissió televisiva mundial
Abans de l'esdeveniment, es va anunciar la presència de les actrius Bridget Moynahan i Lily Tomlin, l’actor James McAvoy i la tennista Naomi Osaka, però finalment no ho van fer.

#### Actuacions musicals
| Artistes                                                        | Cançó                                         | Lloc de gravació  |
| --------------------------------------------------------------- | --------------------------------------------- | ----------------- |
| Lady Gaga                                                       | "Smile"                                       | EUA               |
| Stevie Wonder                                                   | "Lean On Me" / "Love's in Need of Love Today" | EUA               |
| Paul McCartney                                                  | "Lady Madonna"                                | RU                |
| Kacey Musgraves                                                 | "Rainbow"                                     | EUA               |
| Elton John                                                      | "I'm Still Standing"                          | RU                |
| The Roots i Jimmy Fallon                                        | "Safety Dance"                                | EUA               |
| Maluma                                                          | "Carnaval"                                    | Colòmbia          |
| Chris Martin                                                    | "Yellow"                                      | RU                |
| Shawn Mendes i Camilla Cabello                                  | "What a Wonderful World"                      | EUA               |
| Eddie Vedder                                                    | "River Cross"                                 | EUA               |
| Lizzo                                                           | "A Change Is Gonna Come"                      | EUA               |
| The Rolling Stones                                              | "You Can't Always Get What You Want"          | RU                |
| Keith Urban                                                     | "Higher Love"                                 | EUA               |
| Burna Boy                                                       | "African Giant" / "Hallelujah"                | Nigèria           |
| Jennifer Lopez                                                  | "People"                                      | EUA               |
| John Legend iSam Smith                                          | "Stand by Me"                                 | EUA i RU          |
| Billie Joe Armstrong                                            | "Wake Me Up When September Ends"              | EUA               |
| Billie Eilish i Finneas                                         | "Sunny"                                       | EUA               |
| Taylor Swift                                                    | "Soon You'll Get Better"                      | EUA               |
| Lady Gaga, Celine Dion, John Legend, Andrea Bocelli i Lang Lang | "The Prayer"                                  | EUA/Canadà/Itàlia |

#### Aparicions
| Stephen Colbert                   |
| Jimmy Fallon                      |
| Jimmy Kimmel                      |
| Usher                             |
| Abby Cadabby                      |
| Victoria Beckham                  |
| Henry Golding                     |
| Ellen DeGeneres                   |
| Savannah Guthrie                  |
| Hoda Kotb                         |
| Amy Poehler                       |
| Beyoncé                           |
| Tedros Adhanom                    |
| LL Cool J                         |
| Shah Rukh Khan                    |
| Norah O'Donnell                   |
| Alicia Keys                       |
| António Guterres                  |
| Laura Bush                        |
| Michelle Obama                    |
| Lester Holt                       |
| Melinda Gates i Bill Gates        |
| David Ho                          |
| Oprah Winfrey                     |
| Awkwafina                         |
| James Longman                     |
| J Balvin                          |
| Priyanka Chopra Jonas             |
| Kerry Washington                  |
| Idris Elba i la seva dona Sabrina |
| Gayle King                        |
| Deborah Roberts                   |
| Amina J. Mohammed                 |
| Bob Esponja                       |
| Pharrell Williams                 |
| Lupita Nyong'o                    |
| Oscar the Grounch                 |